# Province du Carnaro
Pour les articles homonymes, voir Carnaro.
1924–1945
Entités précédentes :
- État libre de Fiume

Entités suivantes :
- Comitat de Primorje-Gorski Kotar

La province de Fiume, ou province du Carnaro (italien : provincia di Fiume ou privincia del Carnaro) était une province italienne ayant existé entre 1924 et 1945. Son chef-lieu était la ville de Fiume, du nom italien de la ville de Rijeka en Croatie et prit le nom du golfe du Carnaro ou du Quarnaro. Le code de la province sur les plaques d'immatriculation était FM, bien que le signe FU fut expérimenté.
En 1938, la province était divisée en 13 communes et avait une superficie de 1 121 km2 pour une population de 109 018 hab., soit une densité de 109 habitants/km2.

## Sources
- (it) Cet article est partiellement ou en totalité issu de l’article de Wikipédia en italien intitulé « Provincia del Carnaro » (voir la liste des auteurs).